# Rizinusöl
Rizinusöl, auch Ricinusöl, ist ein Pflanzenöl, das aus den Samen des tropischen Wunderbaums (Ricinus communis), eines Wolfsmilchgewächses, gewonnen wird. Es besteht aus Triglyceriden und wird in der Pharmazie auch Ricini oleum und Kastoröl genannt.

## Namensherkunft
Im englischen Sprachraum wird Ricinusöl auch „Castor Oil“ genannt. Die erste schriftliche Erwähnung des Rizinusöls als „Castoröl“ erfolgte 1764 durch den britischen Arzt Peter Canvane. Die Bezeichnung stammt daher, dass in Jamaika Ricinus mit dem Mönchspfeffer („Agnus castus“) verwechselt wurde.
Der Name „Christuspalmenöl“ oder „Palmachristiöl“ bezieht sich auf die heilende Wirkung des Rizinusöls und auf die handförmigen Blätter des Baumes: auf die heilende Hand von Jesus („Palma Christi“). Die Tatsache, dass die Blätter des Rizinus manchmal auch rot geadert sind, wurde als Zeichen auf die ans Kreuz genagelten, blutigen Hände von Jesus gedeutet. Die Namen „Palma Christi“ und „Manus Christi“ wurden seit dem Mittelalter aber auch zur Bezeichnung von handtellerförmigen Orchideenwurzeln und von arzneilichen Zuckerverreibungen verwendet.
Der Name „Wunderbaum“ bezieht sich auf das sehr schnelle Wachstum des Baumes. So heißt es im Buch Jona (4,6 ) des Alten Testaments, dass Gott über Nacht eine Rizinusstaude wachsen ließ. Am nächsten Morgen „schickte Gott einen Wurm, der die Rizinusstaude annagte, sodass sie verdorrte“.

## Eigenschaften

Schematische Präsentation der chemischen Struktur eines Triglycerids in Rizinusöl (zwei Fettsäurereste leiten sich im Beispiel von der Ricinolsäure her, R steht für den organischen Rest der dritten Fettsäure, z. B. der Linolsäure oder Ölsäure).

Hauptbestandteil ist Triricinolein, der Ricinolsäuretriesters des Glycerins (blau markiert sind die drei Ricinolsäure-Reste).

Rizinusöl ist farblos bis leicht gelblich, durchsichtig, dickflüssig, brennbar, schmeckt mild, aber unangenehm und wirkt stark abführend. Der Geruch ist schwach, aber charakteristisch. Es ist eines der Öle mit der höchsten Dichte und Oxidationstabilität sowie der größten Viskosität. Es lässt sich nicht bei Normaldruck destillieren, da es sich bei Temperaturen über 250 °C zersetzt. An der Luft verdickt es, härtet aber nicht in dünnen Filmen aus, sodass es zu den nichttrocknenden Ölen zählt. Rizinusöl ist deutlich polar und unterscheidet sich darin von anderen Ölen durch eine gute Löslichkeit in Ethanol, Ether und konzentrierter Essigsäure, aber nur geringer Mischbarkeit mit aliphatischen Kohlenwasserstoffen. Die Hydroxylzahl liegt bei 160–168. Rizinusöl ist etwa sechs bis acht Monate haltbar. Für den internationalen Handel bestehen vier Qualitätsstandards, die von der International Castor Oil Association (ICOA) festgelegt wurden.

## Bestandteile
Das Rizinusöl besteht zu 80–85 % aus Triricinolein, dem Triglycerid der Ricinolsäure. Daneben besteht Rizinusöl aus weiteren Glyceriden verschiedener Fettsäuren sowie mehreren flüchtigen Verbindungen. Der Anteil an freien Fettsäuren beträgt 0,75–3,0 %, der Wassergehalt 0,25–0,5 % und übrige Verunreinigungen liegen je nach Qualität zwischen 0,01 % und 0,2 %. Die Zusammensetzung variiert abhängig von der Herkunft relativ stark.

## Gewinnung/Herstellung

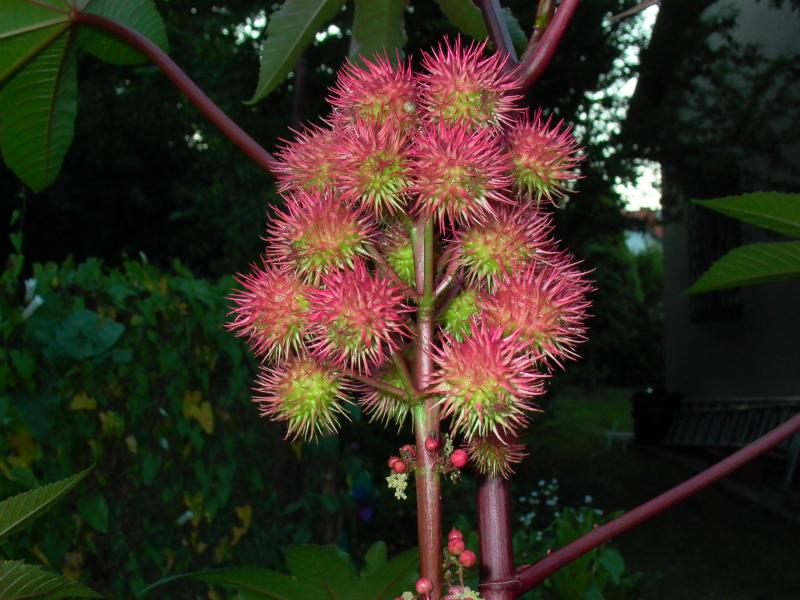
Frucht des Wunderbaums (Ricinus communis)

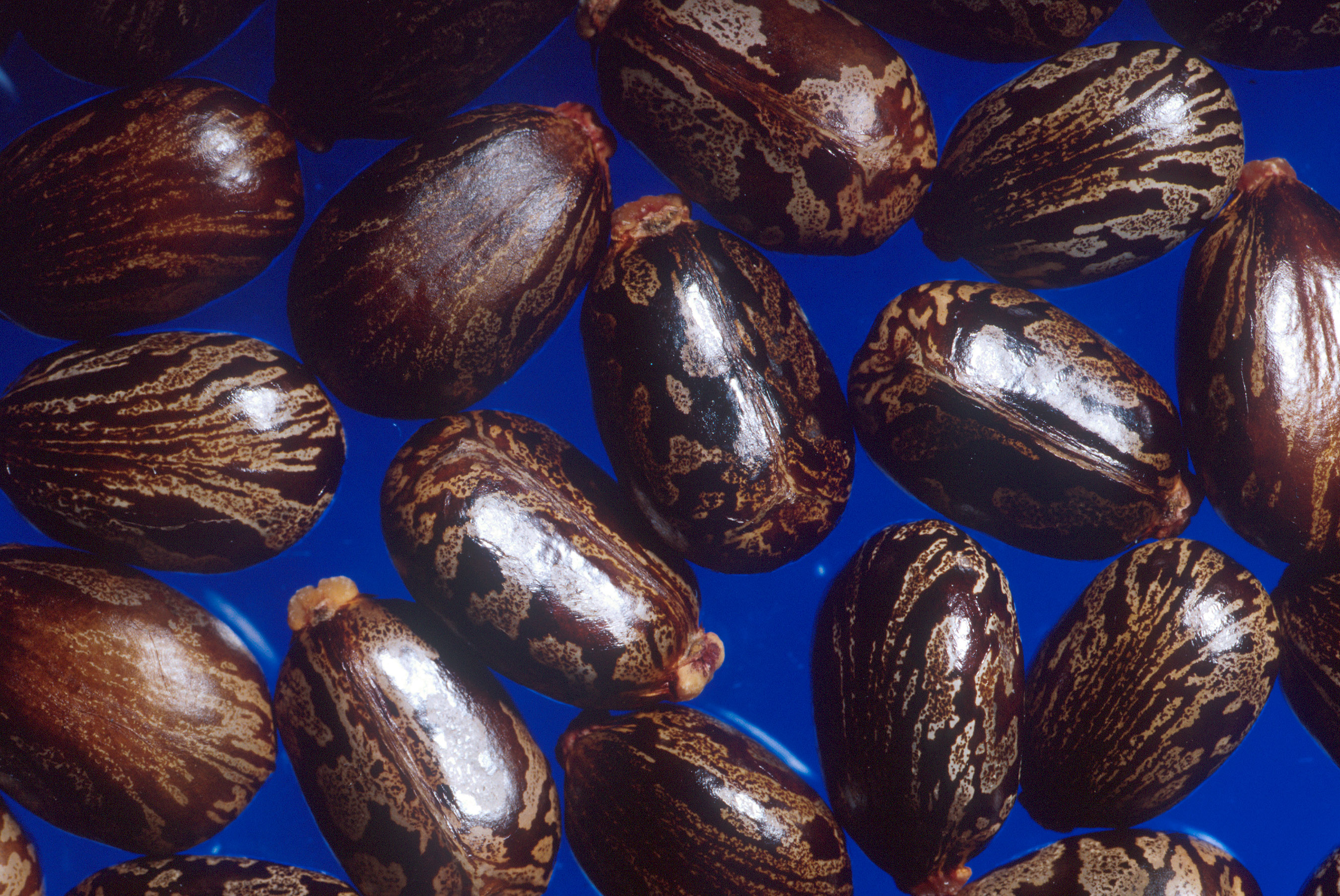
Samen des Wunderbaums, aus denen das Öl gewonnen wird

### Anbau
Der Wunderbaum ist eine Pflanze der tropischen Sommerregengebiete. Abhängig von Sorte, Bodenverhältnissen und Klima werden zwischen 450 kg und 2000 kg Öl je Hektar gewonnen. Die Samen enthalten 40–55 % Öl, 18–24 % Protein, 15–18 % Rohfaser und 2–3 % Asche. Die schwach giftige Samenschale macht etwa 20–30 % der Samen aus. Zudem sind zwei Giftstoffe enthalten, die hauptsächlich im Endosperm liegen, ca. 1–5 % des Proteingehalts besteht aus dem hitzeempfindlichen, polaren und hochgiftigen Protein Rizin, die Samen enthalten zudem ca. 0,2 % des weniger giftigen Pyridin-Alkaloids Ricinin. Des Weiteren enthält der Samen das Allergen CB-1A. Die Tausendkornmasse beträgt 100–730 Gramm, nach anderer Quelle ergeben 250 bis 1800 Samen, 1 kg; dies entspricht einer Tausendkornmasse von 555–4000 Gramm.

### Pressung
Hochwertige Qualitäten werden durch Kaltpressung der geschälten Samen gewonnen. Für die ertragreichere Heißpressung werden die Samen vor der Pressung erhitzt und dann das Öl in Schneckenpressen kontinuierlich vom Presskuchen getrennt. Der Presskuchen enthält noch über 10 % Öl, welches anschließend mit Hexan, Heptan oder Gemischen aus beiden extrahiert werden kann. Nach Entfernen der Lösemittelreste enthält der Extraktionsrückstand noch etwa 1 % Öl.

### Raffination
Zur Entfernung unerwünschter Stoffe wird das Öl raffiniert, das heißt entschleimt, entsäuert und gebleicht. Raffiniertes Rizinusöl ist frei von Rizin. Beim sogenannten „Degumming“ werden durch Zusatz von 3–5 % Wasser, Erhitzen auf 70–80 °C und Abtrennung des Wassers mittels Zentrifugation Proteinreste aus dem Öl entfernt. Freie Fettsäuren werden durch Behandlung mit alkalischer Lösung entfernt, die Tendenz von Rizinusöl zur Emulsionsbildung erfordert dabei spezielle Verfahrensweisen. Der Aufhellung und Entfärbung des Öls dienen Zusätze von wenigen Prozenten oberflächenaktiver Tonmineralien oder von Aktivkohle für dunklere Qualitäten und die Behandlung bei Temperaturen bis 80 °C. Zum Entfernen des größten Anteils an flüchtigen Verbindungen und Geruchsstoffen erhitzt man das Öl in dünnen Filmen im Vakuum (Dünnschichtverdampfer), kurzfristig auf bis 230 °C.

### Presskuchen
Die festen Rückstände aus der Ölpressung und -extraktion werden in der Regel zu Stickstoff-Dünger (Rizinusschrot) verarbeitet. Im Presskuchen sind giftige Stoffe (Rizin und Ricinin) und Allergene aus dem Samen enthalten, daher eignet sich der unbehandelte Pressrückstand trotz hoher Eiweißgehalte nicht als Viehfutter. Seit den 1960er Jahren sind Verfahren zur Beseitigung der Giftstoffe und Allergene aus dem Presskuchen verfügbar. In Thailand gibt es heute größere Produktionsanlagen, die futtertaugliches Material herstellen.

## Verwendung
Bedeutung hat Rizinusöl im Wesentlichen als Rohstoff für Schmierstoffe, Lacke, Polyamid-11, im Bereich Kosmetik und in der Pharmazie. In den meisten Fällen wird Rizinusöl nicht direkt, sondern nach chemischen Umsetzungen verarbeitet.
Die besondere chemische Konstitution des Triricinoleins (Tri-Ricinolsäure-Glycerinester) als Hauptbestandteil des Öls erlaubt die Herstellung einer Vielfalt unterschiedlichster Verbindungen durch zahlreiche chemische Reaktionsmöglichkeiten. Umsetzungen setzen an unterschiedlichen Stellen des Ricinolsäureesters (Seitenkette des Triricinoleins) an. So kann die Estergruppe am ersten Kohlenstoffmolekül (C1) durch Verseifung oder Salzbildung reagieren. An der cis-Doppelbindung zwischen C9 und C10 wird mittels Oxidation, Polymerisation, Addition, Epoxidierung, Hydrierung angesetzt. Weitere Substanzen entstehen durch Dehydratisierung, Spaltung, Veresterung, Etherbildung oder Substitution der Hydroxygruppe an C12.

### Unverändertes, Raffiniertes Rizinusöl

#### Medizin und Kosmetik
Die Verwendung des Wunderbaumes als Medizinal- und Ölpflanze ist bereits um 1552 v. Chr. im ältesten erhaltenen medizinischen Text, dem altägyptischen Papyrus Ebers, bezeugt, auch wurden Samen der Pflanze in ägyptischen Gräbern gefunden.
Am bekanntesten ist die seit dem 18. Jahrhundert verbreitete Verwendung der Rizinussamen („Purgierkörner“) als unverdauliches Abführmittel bei Verstopfung oder zur beschleunigten Darmentleerung. Die Wirkung tritt zwei bis vier Stunden nach der Einnahme von rund 10 bis 30 Millilitern Rizinusöl ein. Einige Verbindungen des Öls wirken aber schon nach 10 bis 20 Sekunden. Die eigentlich wirksame Substanz ist die Rizinolsäure, eine C18-Fettsäure, die erst im Dünndarm durch körpereigene Lipasen (fettspaltende Enzyme) freigesetzt wird. Durch die Sammlung von Wasser im Darm entsteht eine vergrößerte und erweichte Stuhlmenge und damit die abführende Wirkung. Zusätzlich führt die freigesetzte Rizinolsäure zu einer Reizung der Darmschleimhaut, wodurch ebenfalls eine abführende Wirkung entsteht. Übelkeit und Durchfall sind häufige Nebenwirkungen dieser Anwendung, deren Wirksamkeit als nur ansatzweise erforscht gilt.
Als Nebenwirkung wird die Aufnahme von Natrium und Wasser und von fettlöslichen Vitaminen aus dem Darm gehemmt, ein erhöhter Kalium- und Elektrolytverlust kann die Wirkung von Herzglykosiden verstärken. In höheren Dosen können Übelkeit, Erbrechen, Koliken und heftiger Durchfall auftreten.
Medizinisch verwendet wird raffiniertes Rizinusöl (lateinisch Ricini oleum raffinatum) als Heilmittel zur inneren und äußeren Anwendung. Eine der häufigsten medizinischen Verwendungen ist die als Hilfsstoff für pharmazeutische Formulierungen wie Sexualhormone oder für Augentropfen. Für zahlreiche Arzneimittel dient es wegen seiner relativ hohen Polarität als Lösungsmittel. Eine weitere offizinelle Qualität ist das native Rizinusöl (Ricini oleum virginale).
Äußerlich wird Rizinusöl vor allem bei der Behandlung von Hautschuppen, Narben, Altersflecken und Hämorrhoiden eingesetzt, da es gut in Zwischenzellräume z. B. von Hornhaut eindringt. Gegen Wasser und wasserlösliche Schadstoffe bildet das Öl einen mechanischen Schutzfilm und kann so zur Heilung von Schrunden und Fissuren beitragen. Auch zur Behandlung von Warzen und Ringelflechte wird es angewandt.
In der kosmetischen Industrie wird Rizinusöl zur Herstellung von Cremes, Wimperntuschen, Haarbrillantinen, Bartpflegemitteln, Haarpflegemitteln und Badeölen genutzt. In Kosmetikprodukten wird es in der Liste der Inhaltsstoffe als RICINUS COMMUNIS SEED OIL (INCI) aufgeführt.

#### Ethnomedizin
In der Ethnomedizin werden verschiedene Anwendungen der Rizinuspflanze beschrieben. So z. B. in der Frauenheilkunde, als Mittel zur Verringerung der Spermamotilität, bei der Epilepsie-Behandlung und in der Veterinärmedizin.

#### Weitere Anwendungsmöglichkeiten in der traditionellen Medizin
- Innerlich angewendet wirkt Rizinusöl als Abführmittel. Es wird dabei nicht vom Darm resorbiert. Verantwortlich für die abführende Wirkung ist die freie Ricinolsäure, die erst durch die Gallensalze und fettspaltenden Enzyme der Bauchspeicheldrüse im Dünndarm ihre volle Wirkung entfaltet.
- Rizinusöl kann außerdem in der Geburtshilfe zur Auslösung von Geburtswehen (Wehencocktail) verwendet werden, obwohl diese Anwendung aufgrund der möglichen Nebenwirkungen umstritten ist. Dabei wirkt die Ricinolsäure auf Prostaglandinrezeptoren, was die Kontraktion der Uterusmuskulatur auslöst.[41]

#### Weitere Anwendungsmöglichkeiten
- Pigmentflecken, Altersflecken
- Narben und Schwangerschaftsstreifen
- Falten
- trockene Haut (als Gesichts- und Augencreme)
- Beschleunigt Wundheilung
- Unreine Haut (Akne), Hautrisse
- Pflegt die Kopfhaut, bei Schuppen oder bei sprödem Haar
- Sonnenbrand
- Haarpflege, kann Ergrauen verlangsamen und Haare wie auch Wimpern voller werden lassen.

#### Technik
Aufgrund des Gehaltes von ca. 5 % Hydroxygruppen aus der Ricinolsäure lässt sich Rizinusöl als Rohstoff für Bindemittel in lufttrocknenden Lacken und Dispersionsfarben einsetzen, daneben wird es auch in Reaktivmassen wie Polyurethan-Beschichtungen für diverse industrielle Einsätze im Korrosionsschutz und Baubereich verarbeitet.
Rizinusöl besitzt aufgrund seiner Hydroxygruppen eine hervorragende Haftung auf Metalloberflächen und ist in Benzin nur schwer löslich. Es wurde daher schon frühzeitig als Schmiermittel für Hochleistungs-Kolbenmotoren eingesetzt. Es wurde während der 20er und 30er Jahre in diversen Treibstoffmischungen zur Schmierung von Kompressoren und zur Innenschmierung von Rennmotoren verwendet. Rizinusöl war damals der einzige verfügbare Schmierstoff mit der erforderlichen Scherstabilität und Hitzebeständigkeit. Auto Union und Mercedes nutzten diese Treibstoffbeimischung bei ihren Rekordversuchen und als Bestandteil ihrer Renntreibstoffe um die Alkohol- und Nitromethan-Trockenverbrennung zu stabilisieren und ein Festgehen der Motoren und Kompressoren zu verhindern.
Der Markenname „Castrol“ ist von der englischen Bezeichnung „castor oil“ für Rizinusöl abgeleitet. So wurde vom Deutschen Reich während des Ersten Weltkrieges Rizinusöl für die Schmierung von Flugzeug-Umlaufmotoren verwendet, obwohl es ein Sparstoff war und nur ein erbeuteter Vorrat von 1200 t existierte.
Es wird z. B. auch in Mischung mit Methanol und Nitromethan zur Schmierung von Verbrennungsmotoren im Modellbau (Glühzündermotoren, Zweitaktmotoren), als schmierender Bestandteil dem Treibstoff beigegeben (Gemischschmierung). Bei der Verbrennung solcher Zweitaktgemische entsteht ein charakteristischer Geruch.
Das Öl der Samen wurde früher vor allem in Europa als Brennöl eingesetzt.  Die Rückstände der Ölpressung (Ölkuchen, Schrot) werden (nach der Entgiftung) häufig in organischen Düngern oder als Tierfutter verwendet.
Zur Herstellung von Biodiesel siehe Abschnitt Umgeestertes Rizinusöl als Treibstoff (Biodiesel).
Erhitztes, oder fermentiertes sowie biotransformiertes Rizinusöl ist auch die Quelle für verschiedene Lactone.

#### Folter
Rizinusöl wurde auch zur Folterung von Menschen verwendet, so von General Franco im Spanischen Bürgerkrieg oder von Benito Mussolini oder später von der deutschen SA. Die orale Gabe führt zu schweren Magenbeschwerden und kann zum Tod durch Durchfall als Folge einer resultierenden Dehydration führen. Diese Methode wurde auch im Nahen Osten bis ins erste Jahrzehnt des 21. Jahrhunderts noch angewandt.

### Dehydratisiertes Rizinusöl
Bei der Herstellung von dehydratisiertem Rizinusöl (Ricinenöl, auch Rizinenöl oder Synourinöl = Scheiberöl) wird den Fettsäuren eine weitere Doppelbindung hinzugefügt. Hierfür wird Wasser aus dem Molekül abgespalten, üblicherweise durch schwefelsaure Katalyse, aber auch durch Salze der Schwefelsäure und Metalloxide. Die Doppelbindung entsteht in der Regel konjugiert zwischen dem 11. und 12. C-Atom des Fettsäuremoleküls.
Der erhöhte Gehalt an Doppelbindungen überführt Rizinusöl von einem nicht-trocknenden in ein oxidativ trocknendes Öl. Die Esterverbindungen zum Glycerin bleiben dabei erhalten. Je nach Reaktionsbedingungen und Dauer werden verschiedene Qualitäten erzeugt, die sich hauptsächlich in der Viskosität unterscheiden. Diese wird hervorgerufen durch die Polymerisation, die bereits während der Reaktion stattfindet. Das Produkt ist dem Leinöl ähnlich und kann als qualitativ hochwertiges Bindemittel für verschiedene Lacke und Farben, Firnis, Linoleum und Druckfarben eingesetzt werden.
Durch alkalische Verseifung von dehydratisiertem Rizinusöl lassen sich die zweifach ungesättigten Fettsäuren nach Neutralisation und Destillation im Vakuum als Rohstoffe für eine weitere Verarbeitung gewinnen.

### Umgeestertes Rizinusöl als Treibstoff (Biodiesel)
Zur Herstellung des Biokraftstoffs Biodiesel kann Rizinusöl in Veresterungsanlagen bearbeitet werden. Dabei wird das Glycerin der Triglyceride abgespalten und durch Methylreste an den Fettsäuren ersetzt. Rizinusöl wird zur Biodieselherstellung unter anderem von Petrobras in Brasilien genutzt. Angesichts des im Vergleich zu Sojaöl, Palmöl und Rapsöl hohen Weltmarktpreises für Rizinusöl und seiner nur mäßigen Eignung zur Biodieselherstellung (Viskosität, Verschmutzung, Säurezahl) ist die Präsenz dieses Öls im Biokraftstoffmarkt auch politischer Förderung zu verdanken. Rizinusöl wird in der Regel von Kleinbauern angebaut. Mit seiner Verwendung soll daher die soziale Nachhaltigkeit der Biodieselproduktion gestärkt werden.

### Sulfoniertes Rizinusöl (Türkischrotöl)
Eine der ersten Modifikationen von Rizinusöl war die Behandlung mit konzentrierter Schwefelsäure oder mit Schwefeltrioxid (SO3). Es bilden sich dabei sowohl Schwefelsäureester an der Hydroxygruppe als auch Additionsprodukte an der Doppelbindung und Sulfonsäuregruppen (-SO3H). Das Produkt wird Türkischrotöl (engl. turkey-red oil) genannt und enthält 8–8,5 % SO3, damit ist rechnerisch eine schwefelsaure Gruppe pro Triglycerid eingebunden. In der Textilindustrie wird Türkischrotöl wegen seiner Benetzungseigenschaften und Emulgierbarkeit als Färbehilfsmittel (Beize) eingesetzt.

### Alkalische Spaltung für Chemierohstoffe
Durch Behandlung mit Natrium- oder Kaliumhydroxid bei hohen Temperaturen in Gegenwart von längerkettigen Alkoholen wie 1- oder 2-Octanol werden je nach Reaktionsbedingungen Methylhexylketon, 10-Hydroxydecansäure, Caprylalkohol (Octanol) und Sebacinsäure als wichtige Chemierohstoffe erhalten.

### Pyrolytische Zersetzung zu Heptaldehyd und Undecensäure
Die thermische Spaltung (Pyrolyse) von Rizinusöl bei 350–460 °C ergibt Heptanal und 10-Undecensäure als wichtigste Produkte. Heptanal findet Verwendung in der Herstellung von Geschmacks- und Geruchsstoffen, Undecensäure (C10H19COOH) – als Metallsalz mit Zink oder Kupfer – wird in der Medizin für die äußere Behandlung von Pilzinfektionen und gegen Hautparasiten eingesetzt.

### Polyamid 11
Aus dem Methylester der Ricinolsäure (Methylricinoleat), hergestellt durch Umsetzung von Methanol mit Rizinusöl, lässt sich bei 450–500 °C durch thermische Zersetzung Methyl-10-undecensäureester und Heptanal gewinnen. Der Undecensäureester wird über mehrere Stufen umgesetzt zur 11-Aminoundecansäure (auch Rilsan-Monomer genannt), dem Rohstoff zur Herstellung von Polyamid-11 (Nylon-11). Dies ist ein wichtiges technisches Polyamid als Hochleistungskunststoff für Fasern und diverse technische Anwendungen in Beschichtungen, Kabeln und Automobil. Die Herstellung von Polyamid-11 ist eine auch mengenmäßig bedeutende Verwendung von Rizinusöl.

### Hydriertes Rizinusöl
Bei der Hydrierung wird an die Doppelbindung der Ricinolsäure Wasserstoff unter Verwendung von Raney-Nickel addiert. Die Hydroxygruppe bleibt erhalten und es entsteht ein Fett (Rizinuswachs) mit Schmelzpunkt von 86 °C, das Triglycerid der 12-Hydroxystearinsäure. Letztere wird zur Herstellung von Mehrzweckschmierstoff und für den Automobilbereich, aber auch für Seifen und Kosmetikprodukte verwendet. Teilweise hydriertes Rizinusöl hat einen niedrigeren Erweichungsbereich und wird ebenfalls als Schmierstoff und als Wachs eingesetzt. Etwa 10 % der Weltproduktion von Rizinusöl wird zur Herstellung von Schmierstoffen verwendet.

### Alkoxylierung für oberflächenaktive Substanzen
Die Bildung von Ethern an der Hydroxygruppe der Ricinolsäure durch Umsetzung mit Ethylenoxid oder Propylenoxid führt zu einer Reihe von oberflächenaktiven Substanzen, die in Technik und Kosmetik Verwendung finden: Detergenzien, Gleitmittel, Hydraulikflüssigkeiten, Antistatika, Textilfinishe, Emulgatoren, Lösungsvermittler und Ölzusätze.

### Oxidiertes Rizinusöl
Die Oxidation durch Luft oder reinen Sauerstoff in Gegenwart von Übergangsmetall-Katalysatoren führt durch Polymerisation zu höheren molaren Massen und Viskositäten. Oxidiertes (geblasenes) Rizinusöl ist nicht migrierend und wird daher als Weichmacher für diverse Polymere wie Cellulosederivate, Polyamide, Natur- und Synthesekautschuke zum Einsatz gebracht. Außerdem wird es verwendet als Pigmentbenetzungsharz, für Druckfarben und als Ölzusatz.

### Polyester aus Rizinusöl
Die Monomere Citronensäure und Rizinusöl reagieren unter Polykondensation miteinander. Dabei verbinden sich die drei Carboxylgruppen der Citronensäure mit den Hydroxygruppen des Rizinusöls zu einem Carbonsäureester bzw. Polyester, einem bräunlichen, klebrigen, wasserunlöslichen Harz.

## Weltmarkt
In den 1960er Jahren lebte die Rizinusölproduktion in den USA durch Subventionen der Regierung wieder auf, um unabhängiger von den Rohstoffimporten zu sein. Seit 1990 hat der Anbau in den USA keine Bedeutung mehr, obwohl es Bemühungen gegeben hat, Zwergformen für den Anbau in den trockenen Hochebenen von Texas zu züchten. Mitte der 1980er Jahre wurde in Costa Rica ein Zuchtprogramm zur Verbesserung der maschinellen Erntefähigkeit begonnen, welches das frühzeitige Öffnen der Samenkapseln und das Herunterfallen der Samen auf die Erde verhindert. In Europa wurde diese Sorte erstmals 1990 in Frankreich angebaut. Eine Hybrid-Sorte, genannt „H-22“, wurde vom israelischen Weizmann-Institut gezüchtet und ist heute in den Ländern weit verbreitet, in denen per Hand geerntet wird.
Rizinusöl wird als Rohstoff für verschiedene Anwendungen und chemische Umwandlungen in großen Mengen gehandelt. Indien erzeugt über 80 % der Weltproduktion. Der weltweite jährliche Verbrauch an Rizinusöl beträgt ca. 0,6 Mio. Tonnen, das entspricht etwa 0,4 % des gesamten Pflanzenölverbrauchs. In Deutschland wurden 2008 38.000 t importiert und verbraucht.

## Geschichte
Bekannt war das Öl der ursprünglich wahrscheinlich in den Tropen Äthiopiens beheimateten Pflanze bereits im Altertum. So heißt es im Buch Jona (4,6 ) des Alten Testaments, dass Gott über Nacht eine Rizinusstaude wachsen ließ. Am nächsten Morgen „schickte Gott einen Wurm, der die Rizinusstaude annagte, sodass sie verdorrte“. Im Ägypten des Altertums diente Rizinusöl als bekanntes und vielseitiges Heilmittel sowie als Brennstoff für Öllampen und zur Parfümherstellung.
Auch in Griechenland wurde die Pflanze als altgriechisch κίκι kíki (aus dem Ägyptischen) kultiviert; Theophrast nannte sie Croton, Dioskurides wandte die Samen als Abführmittel und das Öl äußerlich an. Auch Albertus Magnus (Arbor Mirabilis) und Konrad von Megenberg (Wunderleich Paum) beschrieben den Wunderbaum. Hieronymus Bock gab 1539 die erste detaillierte botanische Beschreibung der Ricinuspflanze, warnte aber ausdrücklich vor der inneren Anwendung des Öls. Erst in der zweiten Hälfte des 18. Jahrhunderts wurde das Öl von Westindien ausgehend als Abführmittel benutzt, vorher wurde es als Brennmaterial verwendet.

### Historische Abbildungen

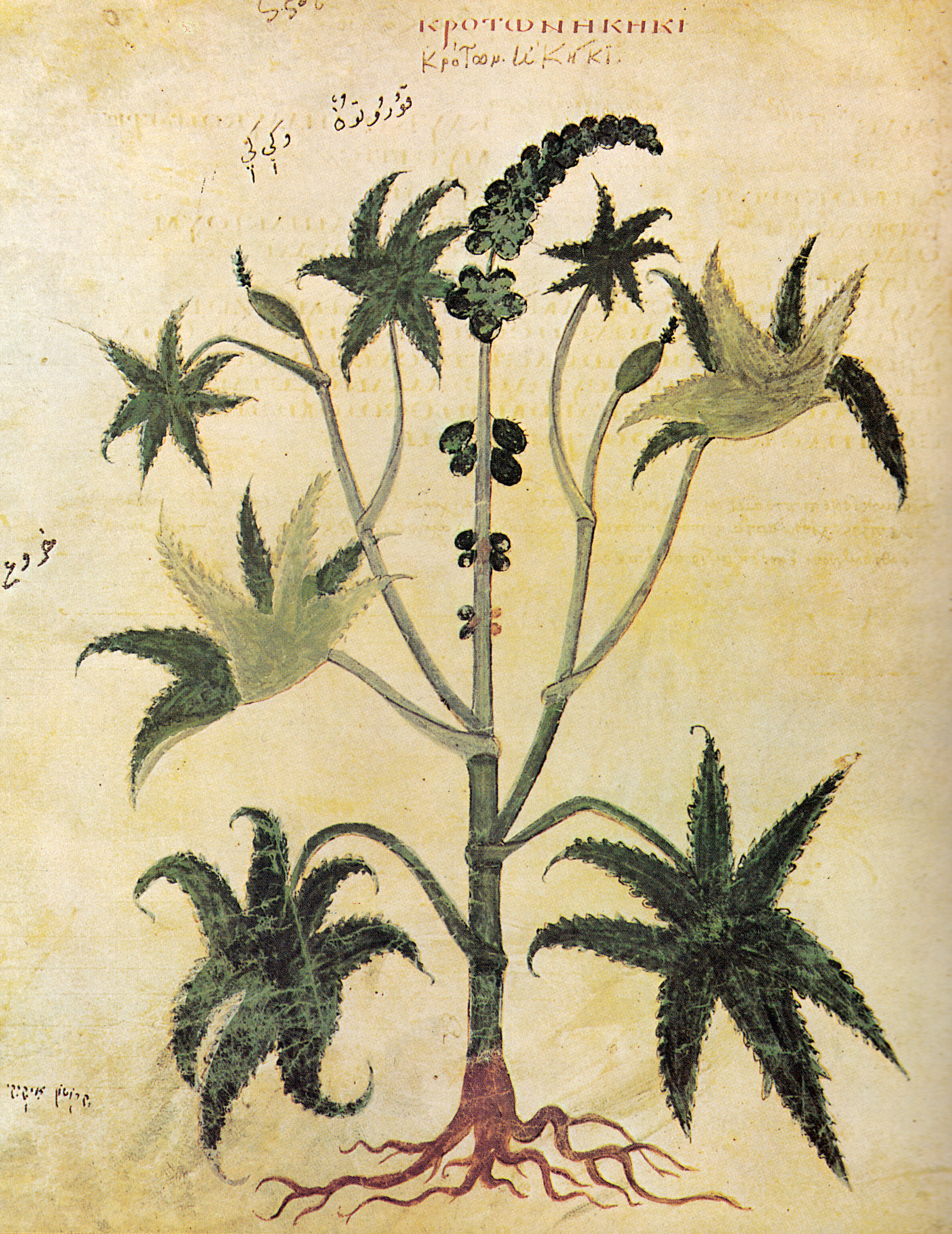
Wiener Dioskurides 6. Jahrhundert
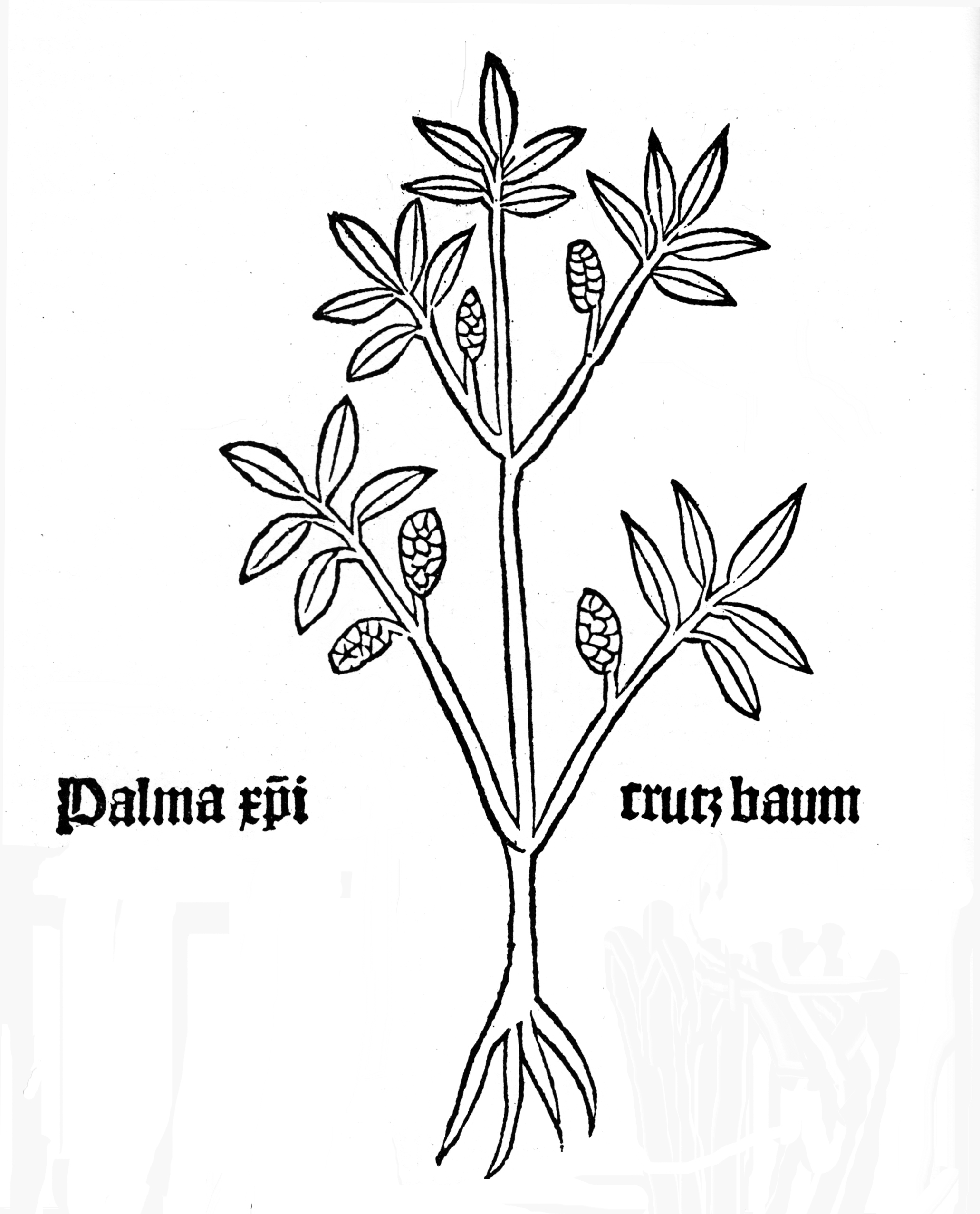
Gart der Gesundheit 1485
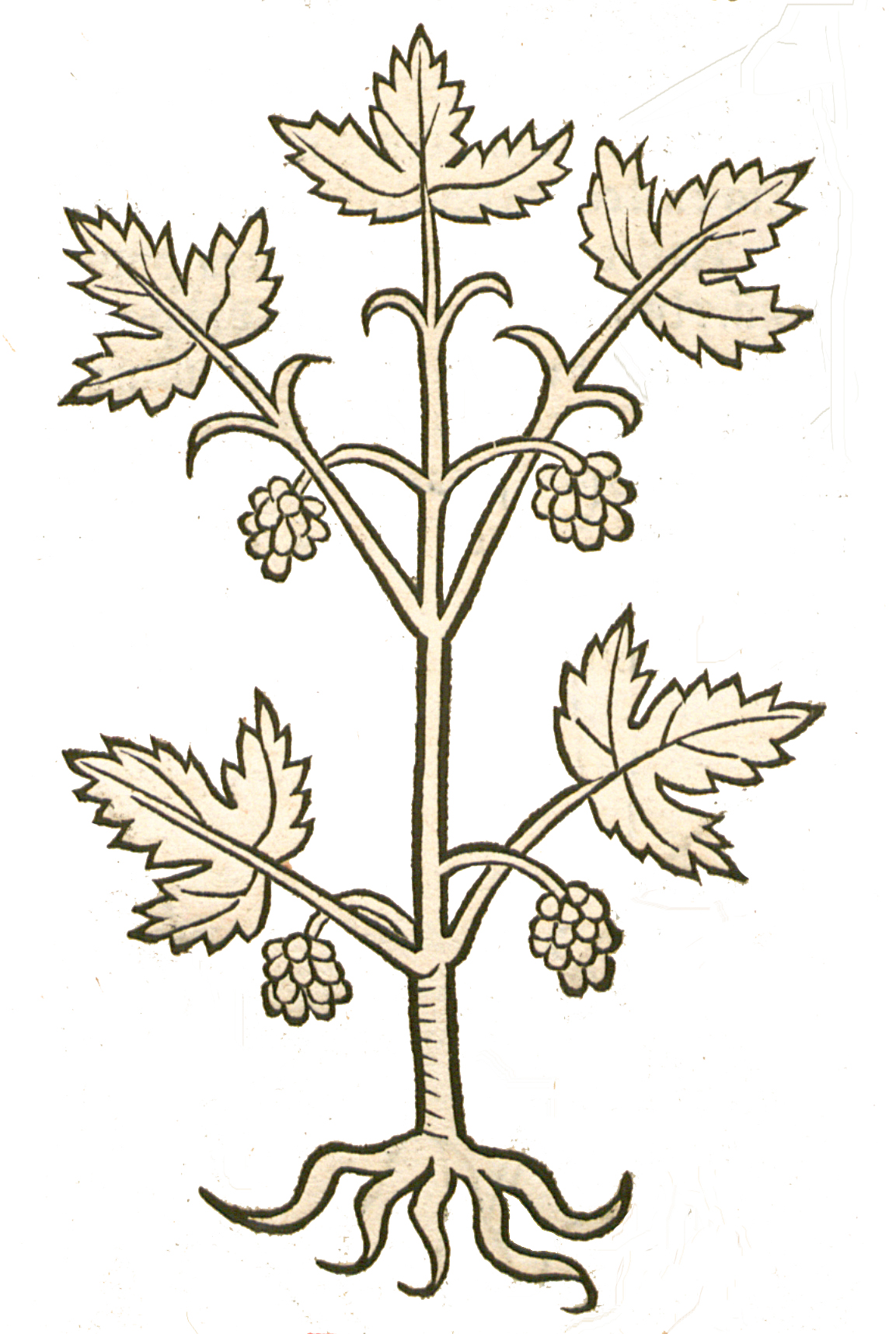
Hortus sanitatis 1491
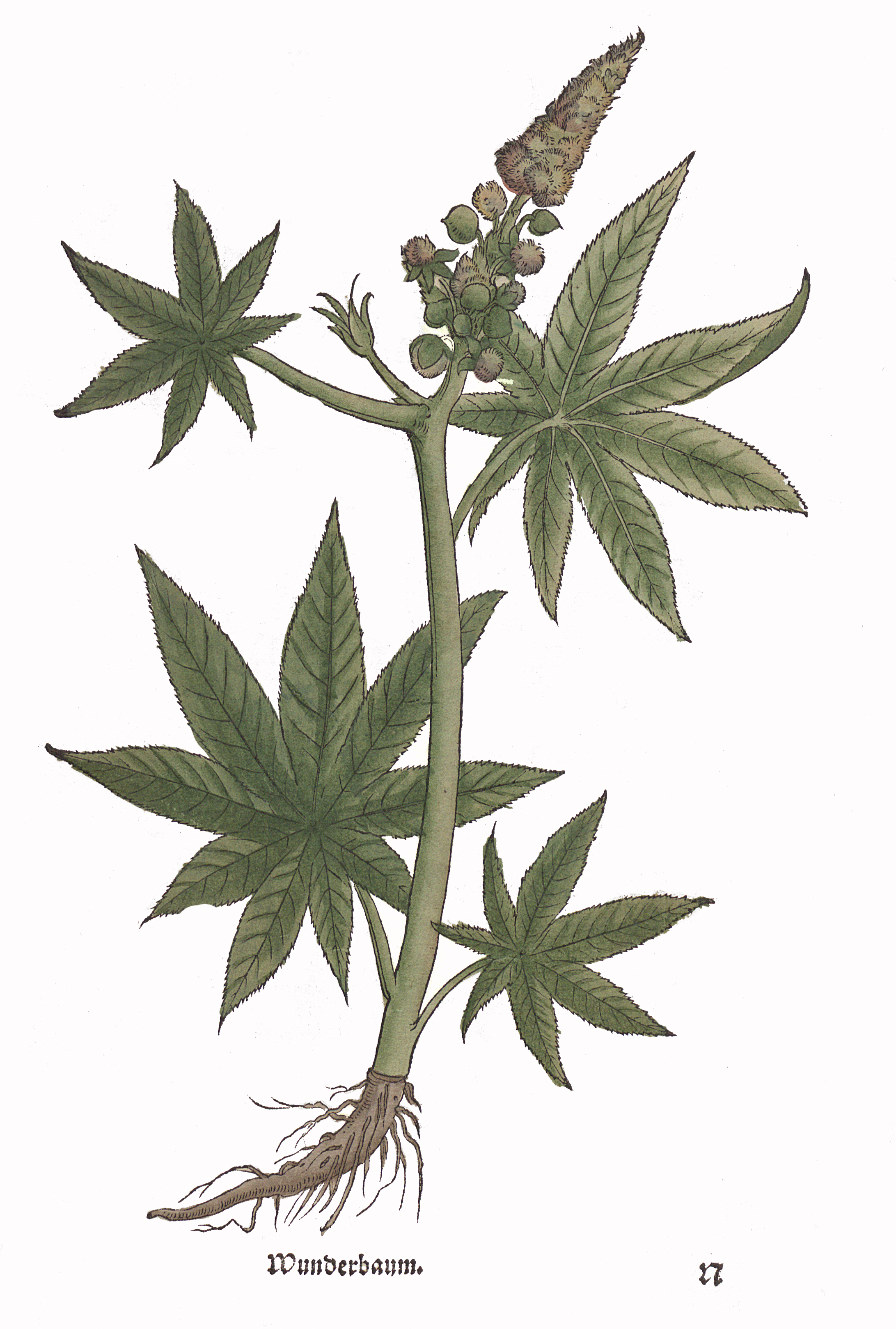
Otto Brunfels 1537
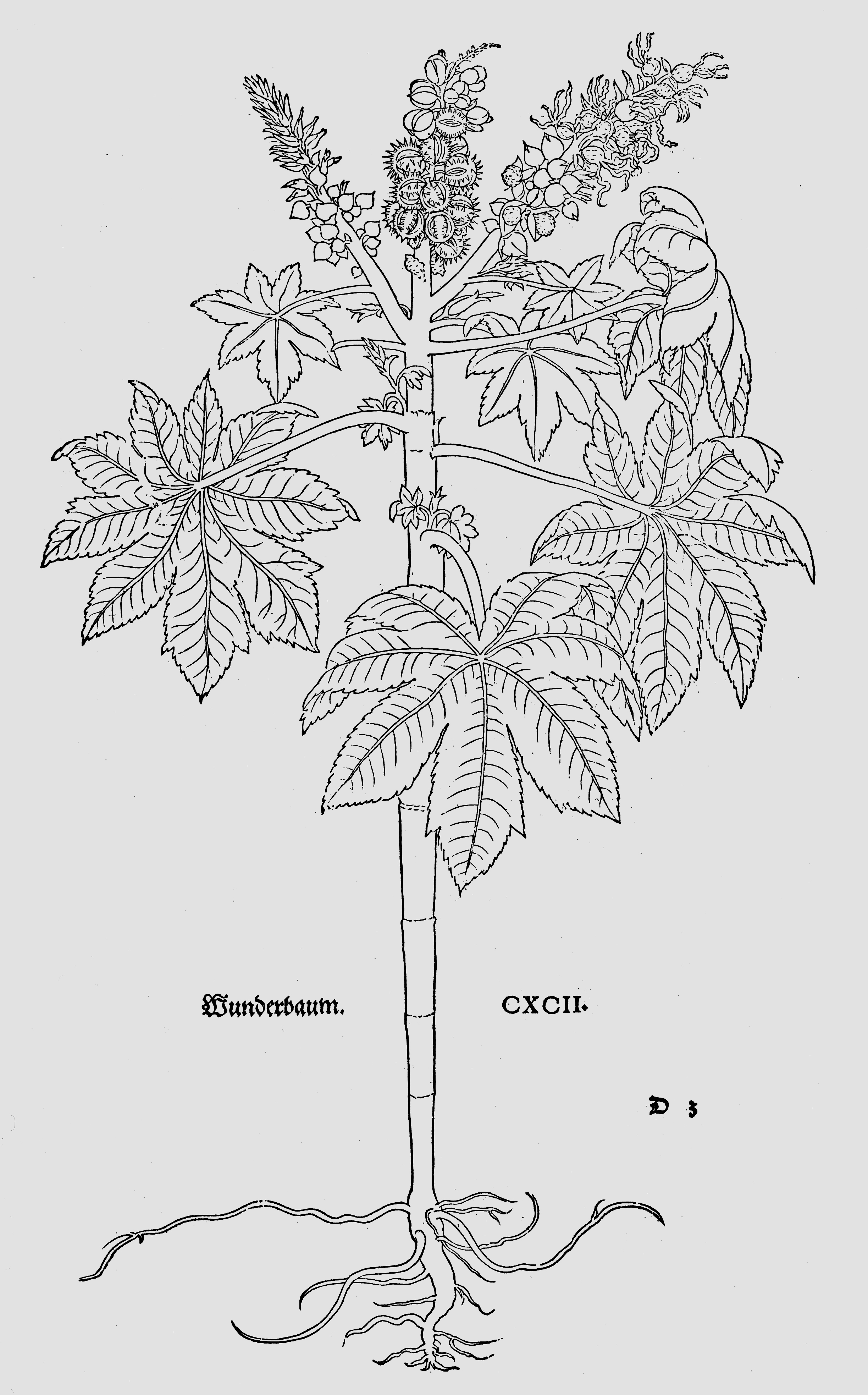
Leonhart Fuchs 1543
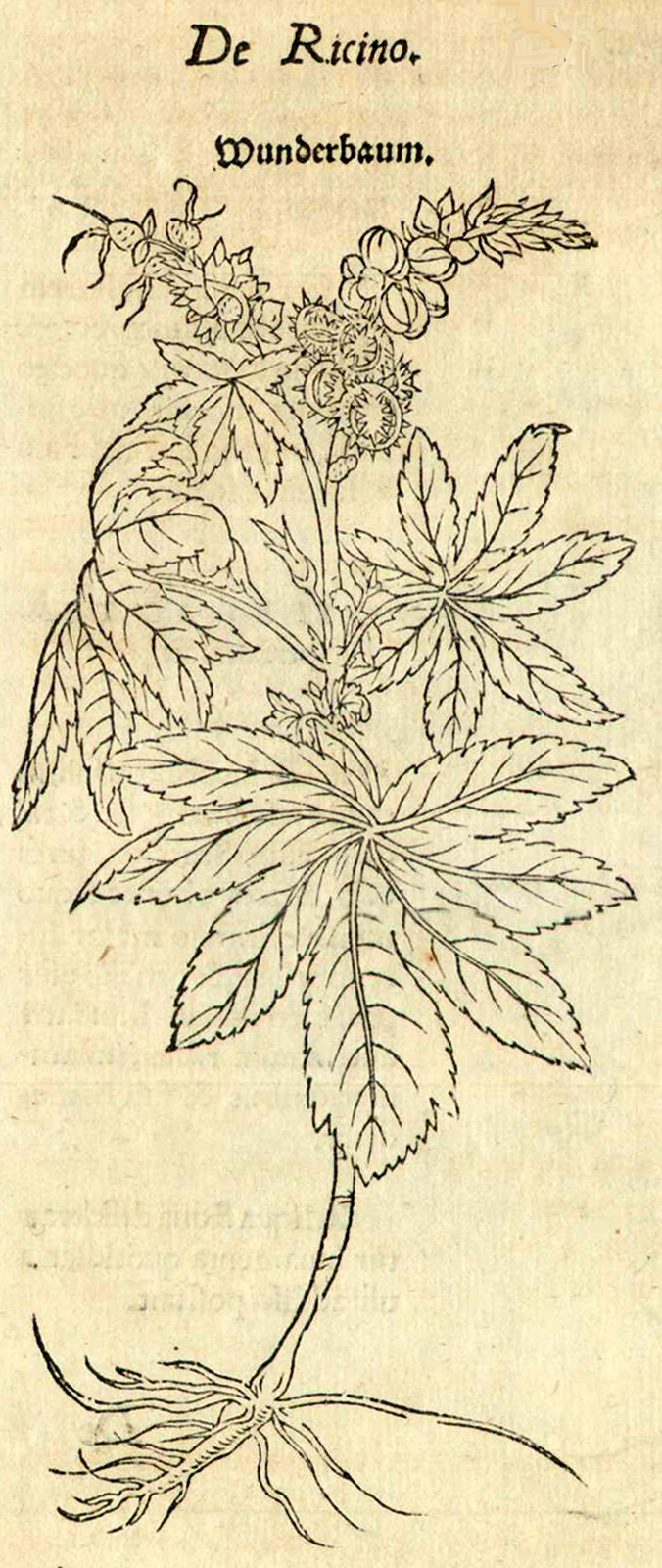
Hieronymus Bock 1546/52
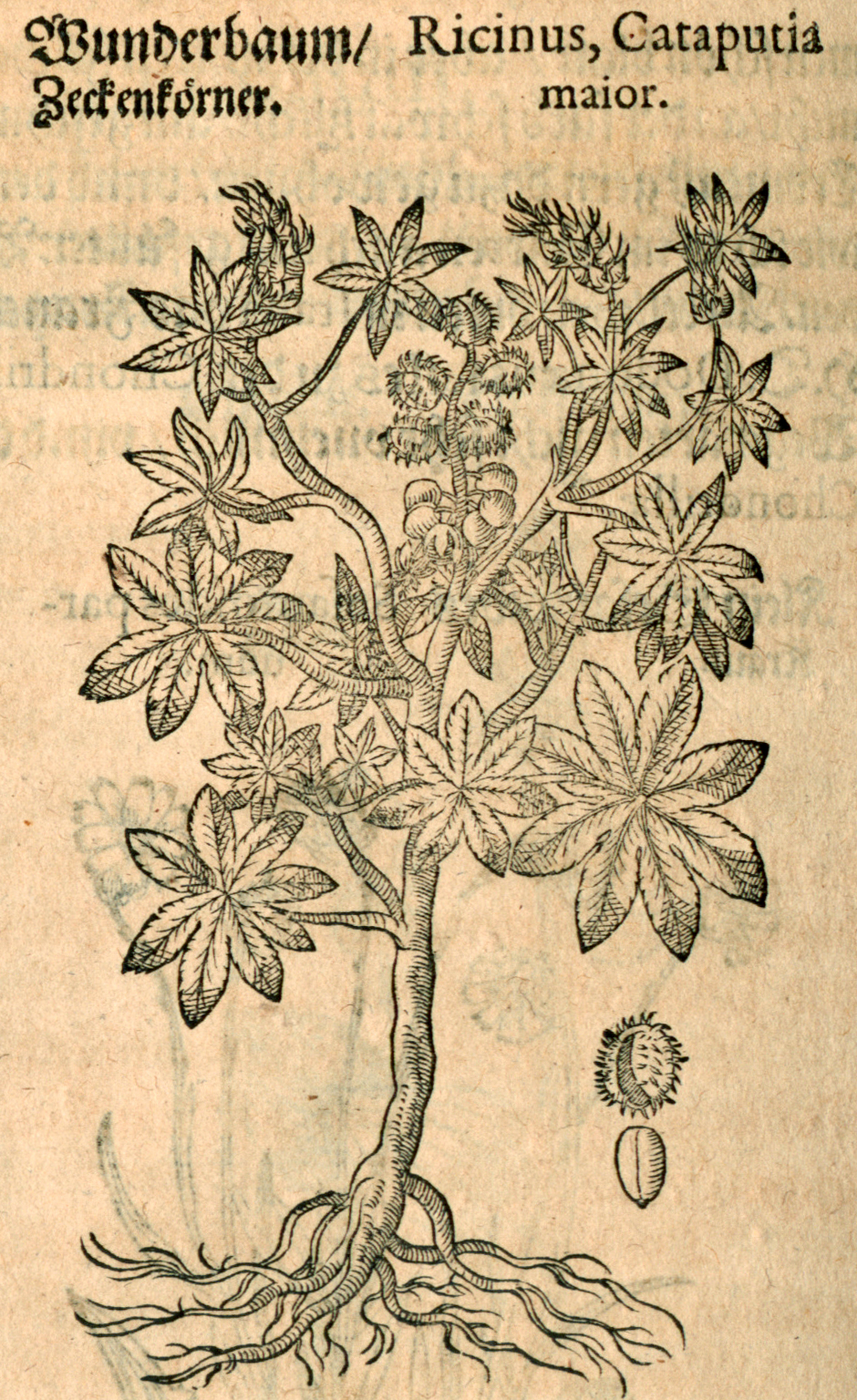
Mattioli / Handsch / Camerarius 1586